# Adolph Steen
Adolph Steen, född den 7 oktober 1816 i Köpenhamn, död där den 10 september 1886, var en dansk matematiker och politiker.
Steen blev 1834 student samt 1839 polyteknisk kandidat och 1845 filosofie magister. Efter att ha deltagit som frivillig i 1848–1849 års krig blev han 1850 lärare i matematik vid den polytekniska läroanstalten (1854–1863 tillika anställd vid krigshögskolan) och 1861 dessutom professor vid universitetet. Redan 1848 tog han livlig del i den politiska rörelsen, invaldes 1849 med bondevännernas hjälp i folketinget samt bildade där i förening med Hans Egede Schack den så kallade intelligenta vänstern, men råkade snart som anhängare av det nationella programmet i stark opposition mot förstnämnda parti och utträngdes 1852 ur tinget. Han hade dock som utpräglad nationalliberal åter säte där 1854–1858 och 1864–1869. Steen sökte 1881–1885 med stor iver främja försvarssaken. Jämte en serie goda läroböcker författade Steen några vetenskapliga avhandlingar om integral- och differentialräkning. Särskilt den matematiska undervisningens utveckling i Danmark kan tillskrivas hans inflytande. Han var 1875–1885 även ordförande i undervisningsinspektionen för de lärda skolorna.

## Utmärkelser
- Dannebrogsmännens hederstecken,  1874[2]
- Kommendör av Dannebrogorden,  1884[2]

[Redigera Wikidata]